# Хорхоси
Хорхоси (пол. Chorchosy) — село в Польщі, у гміні Длуґосьодло Вишковського повіту Мазовецького воєводства.
Населення — 115 осіб (2011).
У 1975-1998 роках село належало до Остроленцького воєводства.

## Демографія
Демографічна структура станом на 31 березня 2011 року:
|          | Загалом | Допрацездатний вік | Працездатний вік | Постпрацездатний вік |
| -------- | ------- | ------------------ | ---------------- | -------------------- |
| Чоловіки | 65      | 18                 | 43               | 4                    |
| Жінки    | 50      | 13                 | 30               | 7                    |
| Разом    | 115     | 31                 | 73               | 11                   |